# 居住
居住（きょじゅう、英語: Residence）とは、一定の住まいを定め、そこに住んで自分たちの生活を営むこと。
その場所を居住地（きょじゅうち）といい、通常そこが自宅（じたく）とされ、そこへ帰ることを「帰宅（きたく）する」と称される。
そこに家族の生活の拠点を定めて、寝食をともにし、子供を育て、客を招き、社会活動、経済活動を行い、生活をしていくこと。
また、その意味から派生して、必ずしも住宅・住居に限らず、乗り物の室内のように、一定の空間を持ち、快適で満足感が得られる状態も「居住性」として語られることがある。